# Freiburg im Breisgau
Freiburg im Breisgau nemško: [ˈfʁaɪbʊʁk ʔɪm ˈbʁaɪsɡaʊ] ; alemansko Friburg im Brisgau; francosko Fribourg-en-Brisgau; ali preprosto Freiburg , je mestna občina in četrto največje mesto v nemški zvezni deželi Baden-Württemberg. Do ustanovitve dežele Baden-Württemberg leta 1952 je bil Freiburg im Breisgau glavno mesto nemške dežele Baden. Najjužnejše večje mesto te pokrajine je sedež regionalnega sveta in sveta Južnega Zgornjega Porenja (Südlicher Oberrhein) ter okrožja Breisgau-Hochschwarzwald. Zdaj je skoraj v celoti obdan s tem okrožjem, ki mu ne pripada. Freiburg je eno samo neodvisno mestno okrožje.
Leži ob reki Dreisam. Njegovo pozidano območje ima približno 355.000 prebivalcev (2021), medtem ko ima širše metropolitansko območje Freiburga (Einzugsgebiet) približno 660.000 prebivalcev (2018), kar ga uvršča med večja mesta v Baden-Württembergu (za Stuttgartom, Karlsruhejem in Mannheimom). Skupaj z okrožjema Breisgau-Hochschwarzwald in Emmendingen sestavlja (gospodarsko) regijo Freiburg s skupno približno 630.000 prebivalci, ki je v trinarodni metropolitanski regiji Zgornje Porenje (Oberrhein) z okoli šest milijoni prebivalcev.
Staro mestno jedro z glavno mestno župnijsko cerkvijo oz. Freiburškim minstrom in Freiburškimi potočki (Freiburg Bächle) sta znamenitosti mesta, ki ju obišče več kot tri milijone obiskovalcev letno.
Univerza Alberta Ludwiga v Freiburgu je bila ustanovljena leta 1457, zato se Freiburg prišteva med klasična nemška univerzitetna mesta. Je tudi sedež rimskokatoliške nadškofije in metropolije.

## Geografija

### Lega
Freiburg leži na jugozahodu Baden-Württemberga na jugovzhodnem robu gornje doline Rena in zahodnem vznožju Schwarzwalda. Najbližja velika mesta so Mulhouse v Alzaciji, približno 46 kilometrov jugozahodno, Basel približno 51 kilometrov južno, Strasbourg približno 66 kilometrov severno, Zürich približno 85 kilometrov jugovzhodno, Karlsruhe, približno 120 kilometrov severno, in Stuttgart, okoli 133 km severovzhodno. Skozi Freiburg teče reka Dreisam.
Širina mesta v smeri sever–jug je 18,6 kilometra, od vzhoda do zahoda pa 20 kilometrov. Od meje s Francijo je oddaljeno 3 km, do meje s Švico 42 km. Višinska razlika je čez 1000 m, Waltershofen ima 196 m nadmorske višine, Schauinsland 1284 m.
Ime ulice Auf der Zinnen spominja na nekdanje mestno obzidje. Približno 200 metrov severno od njega poteka 48 stopinj severne zemljepisne širine. Točka je označena na obeh straneh Habsburške ceste (Habsburgerstraße) v tlakovcih različnih barv.

### Sosednje občine
Naselja, ki mejijo na mesto Freiburg in so v okrožju Breisgau-Hochschwarzwald, v smeri urnega kazalca s severa so: Vörstetten, Gundelfingen, Glottertal, Stegen, Kirchzarten, Oberried, Münstertal/Schwarzwald, Bollschweil, Horben, Au, Merzhausen, Ebringen, Schallstadt, Bad Krozingen, Breisach am Rhein, Merdingen, Gottenheim, Umkirch in March.

### Geologija
Freiburg leži na meji med Schwarzwaldom in Gornjo dolino Rena. Ta podolgovati prelom teče skozi mesto. Vzhodna okrožja so v zvezni dolini kotline Zartener med gorama Roßkopf na severu in Brombergkopf na jugu. Južni okrožji Kappel in Günterstal sta že v Schwarzwaldu. Schlossberg, pečina v predgorju, štrli kot nos neposredno v središču mesta. Skala pod t. i. Greifenegg Schlössle in zahodni del avguštinske poti sta zgrajena na visokosrednjeveškem obzidju.
Na jugovzhodu je 1284 metrov visok Schauinsland, najvišja gora mestnega območja Schwarzwalda v Freiburgu. Z več kot 1000 metrov višinske razlike je Freiburg eno večjih nemških mest, ki ima tako razliko v višini. Zahodni del mesta leži na aluvialnem stožcu, ki je nastal med zadnjo ledeno dobo. Na jugu Schönberga del vznožja pripada starim goram in je le delno zdrsnil pri prelomu Gornjerenskega grabna.

### Varstvo okolja
V Freiburgu je sedem naravnih rezervatov.  Obsegajo 593,1 ha zaščitenega mestnega območja ali 3,85 odstotka in so:
1. jezero Arlesheimer: 22,8 ha; okraj Tiengen
2. Freiburger Rieselfeld: 257,0 ha; Gemarkungen Mundenhof, Rieselfeld, Opfingen in Waltershofen
3. Gaisenmoos: 25,5 ha; okraj Tiengen
4. Honihbuck: 7,5 ha; okraj Sankt Georgen
5. Humbrühl-Rohrmatten: 25,8 ha (21,0 ha v urbanem območju Freiburga)
6. Mühlmatten: 39,0 ha (19,6 ha v urbanem območju); okraj Hochdorf
7. Schauinsland: 1053,9 ha (239,7 ha v urbanem območju); Günterstal Kappel

### Podnebje
Freiburg je v območju toplega in zmerno vlažnega podnebja, a so velike razlike: v ravnini je topleje in bolj suho, v gorskih območjih precej hladneje in bolj namočeno. Ker je srednja povprečna temperatura 11,4 °C, je Freiburg med najtoplejšimi mesti v Nemčiji. Ob vročinskem valu 13. avgusta 2003 je bilo uradno izmerjenih 40,2 stopinje. To je bila druga najvišja do zdaj izmerjena temperatura v Nemčiji.
Povprečna letna količina padavin je precej višja od povprečja v državi, 837 mm.  Največ padavin pade v poletnih mesecih od maja do avgusta, najvišje vrednosti 107 mm so v juniju. Februarja pade najmanj padavin, 50,6 mm.
Posebnost poletnega mestnega podnebja je dolina Höllental na vzhodu. Kmalu ko se zmrači, zapiha gorski veter z višjega Črnega gozda. Po mnenju vremenskih strokovnjakov je ta veter topel, saj se pogosto čuti kot fen. Ta veter zato v mestu povzroča tropske noči s temperaturami vedno nad 20 °C. 

### Mestna območja
Freiburg ima 28 mestnih enot, ki so predvsem za statistične namene razvrščene v 42 mestnih okrožij.
| center - 11 Altstadt - 12 Neuburg sever - 21 Herdern - 22 Zähringen - 23 Brühl - 24 Hochdorf | vzhod - 31 Waldsee - 32 Littenweiler - 33 Ebnet - 34 Kappel jug - 41 Oberau - 42 Wiehre - 43 Günterstal | zahod - 51 Stühlinger - 52 Mooswald - 53 Betzenhausen - 54 Landwasser - 55 Lehen - 56 Waltershofen - 57 Mundenhof | jugozahod - 61 Haslach - 62 St. Georgen - 63 Opfingen - 64 Tiengen - 65 Munzingen - 66 Weingarten - 67 Rieselfeld - 68 Vauban |

## Zgodovina
Prvo omembo naselja na območju današnjega Freiburga, Wiehre, Zähringen in Herdern, so našli v dokumentu iz leta 1008.
Do leta 1091 je zähringenski vojvoda Bertold II. zgradil Kastrum de Friburch (ruševine gradu Leopoldsburg) na grajskem hribu. Naselju uslužbencev in obrtnikov ob vznožju gore je Bertoldov sin Konrad I. Zähringenski leta 1120 dodelil status trga in mestne pravice. ; od tod tudi njegovo ime, ki pomeni "prosto (ali svobodno) mesto". Frei pomeni "prost" in burg "mesto". V tistem času je bilo ime uporabljeno za mesto ali kraj z neko stopnjo avtonomije. Nemška beseda burg sicer pomeni tudi "utrjeno mesto". Verjetno ime pomeni "utrjeno mesto svobodnih državljanov".
Mesto je imelo pomembno strateško lego na stičišču trgovskih poti med Sredozemskim morjem in regijami Severnega morja ter med rekama Ren in Donava. Leta 1200 je v Freiburgu živelo približno 6000 ljudi. Približno takrat je pod vladavino Bertolda V., zadnjega zähringenskega vojvode, mesto začelo graditi stolnico tam, kjer je bila starejša župnijska cerkev. Začeli so v romanskem slogu,  nadaljevali in končali pa leta 1513 večinoma kot gotsko zgradbo. Ko je leta 1218 Bertold V. umrl, so Uraški grofi prevzeli naslov Freiburških grofov. Mestni svet ni zaupal novemu plemstvu in zapisal svoje pridobljene pravice v dokument. Ob koncu 13. stoletja je izbruhnil spor med državljani Freiburga in njihovim gospodarjem, grofom Egino II. Dvignil je davke in poskušal omejiti svobodo državljanom, a so se uprli in uporabili katapulte, da bi uničili grad na grajskem hribu, ki gleda na središče mesta. Grof je poklical na pomoč svojega brata, strasbourškega škofa  Konrada Lichtenberškega. Škof je s svojo vojsko odkorakal v Freiburg.
Po stari freiburški legendi je mesar Hauri 29. julija 1299 zabodel strasbourškega škofa do smrti. To je bila pirova zmaga, saj so morali državljani   grofu do leta 1368 plačevati letno 300 znamk v srebru. Leta 1366 so  Freiburški grofi že drugič v nočnem napadu neuspešno poskušali zasesti mesto. Sčasoma so se državljani naveličali svojih gospodov in leta 1368 Freiburg odkupili od njih. Mesto je iskalo varstvo pri  Habsburžanih, ki so dovolili, da je mesto ohranilo svobodo. Večina plemičev mesta je umrla v bitki pri Sempachu (kanton Luzern) (1386), ko je avstrijski vojvoda Leopold III. premagal Švicarsko konfederacijo in s tem izbrisal velik del freiburškega plemstva. Patricijska družina Schnewlin je prevzela nadzor nad mestom, dokler se niso cehi uprli. Leta 1389 so bili cehi močnejši od patricijev. V mestnem svetu so prevladali cehi. Freiburg je bil leta 1427 svobodno cesarsko mesto (Reichstadt). Nadvojvoda Prednje Avstrije Albreht VI. Habsburški je leta 1457 v Freiburgu ustanovil univerzo.
Srebrni rudniki na gori Schauinsland so bili pomemben vir kapitala za Freiburg. Bil je eno najbogatejših mest v Evropi, leta 1327 so kovali svoj kovanec rappenpfennig. Leta 1377 so mesta Freiburg, Basel, Colmar in Breisach sklenila zavezništvo, znano kot skupnost Rappenpfennig (Genossenschaft des Rappenpfennigs). Ta zveza je olajšala poslovanje med mesti in je trajala do konca 16. stoletja. 
Med 13. in 14. stoletjem je v Freiburgu živelo med 8000 in 9000 ljudi, imeli so 30 cerkva in samostanov. Ob koncu 14. stoletja so se žile srebra zmanjševale in leta 1460 je le približno 6000 ljudi še vedno živelo znotraj mestnega obzidja.
Mestna univerza, ki se je razvila na podlagi rudarstva, je postala kulturno središče umetnosti in znanosti. Bila je tudi trgovsko središče. Konec srednjega veka in ob zori renesanse je bil čas napredka in tragedij.
Leta 1457 je Albreht VI., regent Prednje Avstrije, ustanovil univerzo, ki je ena najstarejših v Nemčiji. Leta 1498 je cesar Maksimiljan I.  v Freiburgu sklical parlament (nemško Reichstag). Leta 1520 je mesto ratificiralo vrsto pravnih reform , ki so bile najnaprednejše v tistem času. Skušali so najti ravnotežje med tradicijo in starim rimskim pravom. Reforme so bile dobro sprejete, predvsem deli, ki so se ukvarjali s civilnim procesnim pravom, kaznovanjem in mestnim statutom.
Leta 1520 se Freiburg ni pridružil reformaciji in je postal pomembno središče katolištva v Zgornjem Renu. Ko se je leta 1529 v Baslu uveljavil ikonoklazem, je Erazem Rotterdamski pobegnil v katoliški Freiburg.
Ko so končali visok kor, ki ga je leta 1513 posvetil pomožni škof iz Konstance, je bila leta 1536 cerkev dokončana.
Leta 1536 je močna in vztrajna vera v čarovništvo povzročila lov na čarovnice. Iskali so grešnega kozla za nesreče, kot so črna smrt, ki je leta 1564 povzročila smrt 2000 prebivalcev območja (25 % mestnega prebivalstva), kar je stopnjevalo lov na čarovnice, ki je dosegel vrhunec leta 1599. Plošča na starem obzidju označuje, kje so jih sežigali.
17., 18. in 19. stoletje so bila za Freiburg nemirna. Na začetku tridesetletne vojne je v Freiburgu živelo 10 000–14 000 ljudi, ob koncu jih je ostalo le 2000. Leta 1620 so jezuiti prevzeli univerzo. Med to vojno in drugimi spopadi v različnih obdobjih je mesto pripadalo Avstrijcem, Francozom, Švedom (1632), Špancem in različnim članom nemške konfederacije. Cesarska bavarska vojska pod vodstvom generalov Franza von Mercyja in Jana van Wertha je zavzela Freiburg leta 1644. Potem je bila bitka pri Freiburgu med bavarskimi in francosko-weimarskimi vojskami. V drugi polovici 17. stoletja je pod Ludvikom XIV. postal francoski, ki je vedno znova napadal desni breg na območju Rena. Med letoma 1648 in 1805 je bil upravni sedež Prednje Avstrije, habsburškega ozemlja na jugozahodu Nemčije, ko ga Francozi niso več zasedali. 
Leta 1805 je mesto skupaj z območji Breisgau in Ortenau postalo del Badna.
Ko je bila leta 1827 ustanovljena nadškofija Freiburg, je Freiburg postal sedež katoliškega nadškofa.
22. oktobra 1940 je badenski vodja nacistične stranke odredil izgon vseh badenskih Judov in 350 judovskih državljanov iz  Freiburga v južnofrancosko internacijsko taborišče Gurs v Pyrénées-Atlantiques.  Tam so ostali do 18. julija 1942, ko je bila večina preživelih poslana v smrt v Auschwitz. Pokopališče nemških Judov, ki so umrli v Gursu, je v Freiburgu in drugih badenskih mestih. Spomenik je pred sodobno sinagogo v središču mesta. Na cestah v Freiburgu so spomeniki za posamezne žrtve v obliki medeninastih plošč pred nekdanjimi prebivališči, tudi Edithe Stein, nemške judovske filozofinje, ki se je spreobrnila v katolicizem, postala nuna ter bila leta 1998 razglašena za svetnico kot sveta Terezija Benedikta od Križa.
Med drugo svetovno vojno je bil Freiburg močno bombardiran, prvič maja 1940, ko je Luftwaffe pomotoma vrgla približno 60 bomb na Freiburg v bližini železniške postaje. Umrlo je 57 ljudi.  27. novembra 1944 je več kot 300 bombnikov Kraljevega vojnega letalstva (RAF) (operacija Tigerfish) uničila velik del mestnega središča, razen stolnice, ki je bila le rahlo poškodovana. Po vojni so mesto obnovili po srednjeveškem načrtu.
21. aprila 1945 ga je zasedla francoska vojska in Freiburg je bil dodeljen francoski okupacijski coni. Decembra 1945 je Freiburg je postal sedež vlade nemške države Baden, ki je leta 1952 postala Baden-Württemberg. Francoska vojska je ostala v Freiburgu do leta 1991, ko je zadnji francoski vojak zapustil mesto in zapustil Nemčijo.
Kjer je bilo francosko vojaško oporišče, je zrasla nova soseska za 5000 ljudi, Vauban, ki so jo začeli graditi v poznih 1990-ih kot "vzorec trajnostne četrti". Sončna energija se uporablja za pogon večine gospodinjstev v tej majhni skupnosti.
Študentski nemiri v 60-tih letih 19. stoletja so bili tudi v Freiburgu. Vse večja politična zavest je povzročila uspešen odpor proti predlagani jedrski elektrarni Wyhl, mesto se je začelo ekološko razvijati. Močna je postala novoustanovljena stranka zelenih in se zato imenuje Ökohauptstadt Nemčije. Tudi znanstveno in gospodarsko razvito ozračje je imelo vodilno vlogo okoljskega območja mesta – na Expo 2010 v Šanghaju se je predstavilo kot "zeleno mesto".
Njegovo mesto v trinarodni metropolitanski regiji Gornje Porenje in sosednjem mestu Strasbourg daje Freiburgu večji pomen pri povezovanju Evrope. Tu je sedež konzulatov in častnih konzulatov različnih evropskih držav. Regionalne oblasti v Freiburgu, mestne oblasti, univerza v Freiburgu in številne druge vsebine tesno sodelujejo s partnerskimi organizacijami v sosednjih državah, Franciji in Švici. Mesto, ki je v poznem 17. stoletju  (od 1677 do 1697) pripadalo kraljestvu Francije, in po drugi svetovni vojni, ko so bile v mestu francoske okupacijske sile, ima vodilno vlogo pri odnosih s sosednjo državo že od nekdaj. Še posebej tesno sodeluje s francoskima mestoma Mulhouse in Colmar. Francozi so pomembni tudi kot delavci in uporabniki gospodarstva te regije. H kulturnim in političnim odnosom med državama so pomembno prispevali Kulturni francoski center (Centre culturel francais – CCF), Conrad Schroeder in francoski kulturni center univerze. Leta 2001 in 2010 so bila v Freiburgu nemško-francosko srečanja voditeljev. Tudi s  švicarskim sosednjim mestom Basel ima dolgotrajne povezave, ki jih vzdržuje še danes.

### Grb, pečat, kovanec, zastava
Mestni grb sestavlja rdeč križ, križ svetega Jurija, na srebrni podlagi, sveti Jurij je mestni zavetnik. Križ je tudi na mestni zastavi, ki je  približno iz leta 1368 in je podobna angleški, saj imajo istega zavetnika. Ta zastava se uporablja od približno leta 1368 dalje, ko so v Freiburg prišli  Habsburžani.
Mesto ima tudi pečat, ki ga lahko vidimo marsikje v mestu (kanalizacijski jaški na primer). To je stilizirana oblika fasade Wasserschlössle, gradu podoben vodovodni objekt, zgrajen na hribu, ki gleda na stanovanjsko naselje Wiehre. Pečat prikazuje tristolpni rdeč grad na beli podlagi z obarvanima trobentačema na vrhu obeh zunanjih stolpov. Pod gradom je zlata heraldično stilizirana lilija (fleur-de-lis).
Pogosto je še vedno vidna črna orlova glava ali rabenkopf na zlatem ozadju. Ta grb je nastal leta 1327 iz freiburškega kovanca münzmarke. Sprva je relief na kovancu kazal razširjenega orla, ki je podoba orožja Freiburških grofov. Potem ko so Freiburžani leta 1327 od grofa kupili pravico do kovancev, je mesto skovalo kovance le z glavo vrana. Postal je znan kot glava vrana (alemansko "rappen"), manjši kovanec pa se je imenoval tudi "rappenpfennig". 

### Pobratena mesta
Po drugi svetovni vojni je pobratenje mest v Evropi omogočalo razumevanje med ljudmi različnih narodov v neposrednem stiku in utrdilo mir. V tem duhu je nastalo partnerstvo z Besançonom leta 1959, sledili so Innsbruck, Padova in Guildford. Celinska mesta so bila približno enake velikosti in ustroja, privlačna turistična univerzitetna in stara habsburška mesta z bogato zgodovinsko preteklostjo, kar velja tudi za pozneje dodano Granado in bistveno večji Lvov.
Ko so se prometne povezave in telekomunikacije izboljšale ter je svet postal manjši, je  Freiburg navezal stike še z mestom Madison v ZDA in  Matsujamo na Japonskem. Vpliv na kulturni razvoj Freiburga kaže med drugim 700 prispevkov na natečaju poezije haiku v Matsujami, med katerimi je bilo 25 odličnih.
Pobratenje z iranskim mestom Isfahan je prvo in edino pobratenje nemškega mesta z iranskim. To je najživahnejše sodelovanje z različnimi izmenjavami na kulturnem področju. Ker je nekdanji iranski predsednik Mahmud Ahmadinedžad zanikal holokavst in zaradi jedrskih sporov je bilo med mestoma nekaj težav.
Pobratena mesta Freiburga so:
| - Besançon, Francija; od 1959 - Innsbruck, Avstrija; od 1963 - Padova, Italija; od 1967 - Guildford, Združeno kraljestvo; od 1979 - Madison, Wisconsin; od 1987 | - Macujama, Japonska; od 1988 - Lvov, Ukrajina; od 1989 - Granada, Španija; od 1991 - Isfahan, Iran; od 2000 - Suvon, Južna Koreja; od 2015 - Wiwilí, Nikaragva od 1988 (prijateljsko), od 2015 pobrateno mesto - Tel Aviv, Izrael od 2015 (prijateljsko, imata tudi sporazum o sodelovanju) |

Prijateljske odnose ima mesto še z 11 drugimi mesti v Švici in južni Nemčiji, povezanimi z družino Zähringer. To so Bern, Thun, Burgdorf, Fribourg, Murten, Rheinfelden, Neuenburg, Villingen, Bräunlingen in Weilheim an der Teck in samostansko mesto St. Peter v Schwarzwaldu, v katerem je grob največ članov te družine. 

## Znamenitosti

#### Stavbe
V Freiburgu so pomembne stavbe iz vseh zgodovinskih obdobij. Velik del starega mestnega jedra je bil uničen ob bombardiranju 27. novembra 1944. Presenetljivo pa so Freiburški minster na jugovzhodnem vogalu trga z zgodovinsko trgovsko hišo, Wentzingerhaus in staro stražnico ter dvoje srednjeveških mestnih vrat ostali skoraj povsem nepoškodovani. Po vojni je bil stari del mesta (Altstadt) obnovljen v prvotni obliki le z nekaj novo zgrajenimi deli.
Od leta 2014 je v Freiburgu odbor za ureditev. V njem je pet strokovnjakov s področja arhitekture, urbanizma in krajinske arhitekture za tri leta. Mestu so pomembno svetovali o videzu in oblikovanju gradbenih projektov ter prispevali strokovne argumente.
Znamenite stavbe so:
Freiburški minster – nekdanja župnijska cerkev je simbol mesta in najpomembnejša stavba. Zgrajena je bila kot mestna cerkev in ima zato samo en glavni stolp. Med številnimi umetniškimi deli so najpomembnejši glavni oltar, Schnewlinov oltar Hansa Baldunga Griena, Oberriedski oltar Hansa Holbeina mlajšega in nekaj zelo lepih srednjeveških steklenih oken, posvečenih posameznim cehom. 116 m visok gotski stolp kraljuje nad vsemi stavbami v mestu. Leta 1869 ga je umetnostni zgodovinar Jacob Burckhardt na predavanju primerjal z Baslom in Strasbourgom s temi besedami: »Freiburg ima verjetno najlepši stolp na svetu.« Iz tega se je razvil najpogosteje slišan, ne pa tudi zapisan citat: »najlepši stolp krščanstva«. Kot edini stolp večjih stolnic v Nemčiji je bil zgrajen že v srednjem veku.
Na trgu pred stolnico (Münsterplatz) je zgodovinska trgovska hiša iz leta 1532 z veličastnimi kipi habsburških vladarjev krvavo rdeče barve z vogalnimi stolpiči in stopničastim zatrepom, prekritim z barvnimi opekami. Zum schönen Eck iz leta 1761 (Wentzingerhaus) je zgradil Johann Christian Wentzinger kot svoj dom in studio v poznem baročnem slogu. Od leta 1994 je v njej muzej mestne zgodovine. Stara stražarnica (Alte Wache), zgrajena leta 1733 kot glavna avstrijska stražarnica za garnizijo, je danes znana kot Hiša badenskega vina.
V bližini minstra so štiri zelo različne stavbe, povezane s katoliško cerkvijo. Stara Münsterbauhütte je edina stavba, ohranjena iz srednjega veka, zgrajena kot predalčna lesena gradnja. Zgrajena je bila kot Münsterfabrik, odgovorna za gradnjo župnije, že v 13. stoletju. Pozneje  je bila povečana s predalčno leseno gradnjo in nato urejena kot stanovanje za čuvaja. Danes Münsterbauverein ohranja majhno trgovino in prostor za sestanke in srečanja župnije. Nasproti stoji nadškofov ordinariat, upravna stavba katoliške nadškofije Freiburg. 1903–1906 so v historični obliki sezidali stavbi v poznoromanskem slogu z bogato obdelano kamnito fasado in tudi zaradi velikosti delujeta bolj kot tujki v tem starem mestnem okolju. V notranjosti so značilnosti art nouveauja in bizantinskega sloga. Nasproti je Christoph Arnold, študent Friedricha Weinbrennerja, med letoma 1823 in 1826 načrtoval semenišče za usposabljanje bogoslovcev s konviktom: zdaj je bogoslovno semenišče nadškofije v Freiburgu. Nedaleč stran je leta 2002 zgrajen nadškofijski arhiv v obliki kocke v temnem peščenjaku, skoraj brez oken, kar kaže na arhitekturno razmišljanje na začetku 21. stoletja.
V stolnici in zunaj nje, na okoliškem trgu in v muzejih in arhivih mesta so številni prikazi freiburških mestnih pokroviteljev: sveti Jurij, škof Lambert iz Maastrichta in katakombe svetnika Aleksandra. So tudi skulpture in zlatarska dela, slike in vitraži, lesorezi in grafike, ki so jih ustvarili veliki umetniki, med njimi Hans Baldung Grien, Hans Holbein mlajši, Gregorius Sickinger in verjetno Johann Christian Wentzinger.
Dve cerkvi v zgodovinskem središču zaslužita pozornost. Gotska cerkev svetega Martina (St. Francis Church) na glavnem trgu je v notranjosti opazno preprosta in prvotno beraška, ni imela stolpa. Zvonik s koničasto streho je bil zgrajen med letoma 1890 in 1893. Po uničenju v drugi svetovni vojni je bil stolp nadgrajen s piramidno streho. Baročna Univerzitetna cerkev (Jesuitenkirche) poleg stare univerze je bila skoraj v celoti uničena med drugo svetovno vojno in ni bila obnovljena v barvi. Izjemno in presenetljivo umetniško delo v |koru je leta 1988 narejen 16 metrov visok kip trpečega Kristusa, delo in darilo umetnika Franza Gutmanna.
Namesto leta 1944 uničene stare Ludvikove cerkve na severnem robu središča mesta je bila v letih 1952–1954 po načrtih Horsta Lindeja zgrajena sodobna cerkev. Stavba z revolucionarno arhitekturo stoji v okrožju Herdern. Druga pomembna sodobna je cerkev svete Marije Magdalene v okrožju Rieselfeld, delo kölnske arhitektke Susanne Gross. Ta cerkev je protestantska in katoliška cerkev, obe imata razpoložljiv prostor, odprta je bila leta 2004.
V nekdanjem Avguštinskem samostanu, najstarejši del je iz 14. stoletja, je avguštinski muzej.
Dva stolpa z mestnimi vrati sta ohranjena od srednjeveških utrdb, ki so obdajale mesto. Starejša Martinova vrata (Martinstor) so leta 1901 povečali na 60 metrov in dobila so strešno konstrukcijo v slogu 15. stoletja. Švabska vrata (Schwabentor) so bila tudi leta 1901 povečana za skoraj dvakratno višino in opremljena s stopničastim zatrepom v slogu severnonemških mestnih stolpov. Ti so bili leta 1954 predelani in dobili piramidalno streho poleg zvonika s čebulasto kupolo.
V zgornjem delu starega mesta, nedaleč od Švabskih vrat, je hotel/restavracija Pri rdečem medvedu (Zum roten Bären); je najstarejša gostilna v Nemčiji. Temelji so iz časa pred 1120, ko je bilo mesto ustanovljeno.
Jakob Villinger Schönberg, blagajnik Maksimilijana I. – kralj je bil od 1490 do 1519, deželni gospod Freiburga – je leta 1515 zgradil Hišo pri kitu (Haus zum Walfisch). V njej je v letih 1529 do 1531 živel humanist in filozof Erazem Rotterdamski, ko je pobegnil iz protestantskega Basla. Po številnih prezidavah v 18. in 19. stoletju je hišo leta 1905 dobilo mesto in jo dalo leta 1909 na voljo Freiburški hranilnici. Hiša je pogorela leta 1944 zaradi britanskega bombardiranja, vendar je bila obnovljena in je danes sedež Sparkasse Freiburg – severni Breisgau.
Nedaleč stran je na ulici cesarja Jožefa (Kaiser-Joseph Strasse) ena najbolj posvetnih stavb Freiburga Baselski dvor (Basler Hof). Nastala je ob koncu 15. stoletja s prenovo več starejših hiš, kar je naredil Konrad Stürtzel, kancler cesarja Maksimiljana I. Od 1587 do 1677 je stavbo uporabljal izgnani kapitelj stolnice v Baslu, ki ni mogel delovati zaradi reformacije v Baslu. Od 1698 do 1802 je bila sedež vodilne avstrijske vlade. Danes je v njej urad deželne vlade. Večina uradov regionalne vlade Freiburga pa je v novi stavbi na zahodu mesta.
Med zahodnim robom starega mestnega jedra in glavno železniško postajo so tudi zanimive stavbe iz različnih obdobij: 
- grad Colombi (Colombischlössle) na Rotteckringu, 1869–71, na bastijonu sv. Louisa, veličastna vila, zgrajena v neogotskem slogu, ki stoji v majhnem parku z vinsko trto in je namenjena za razstave. 1947–1951 je bila sedež južnobadenske deželne vlade. Od leta 1983 je Muzej prazgodovine in zgodnje zgodovine;
- Mestno gledališče je bilo zgrajeno 1905–1910 s secesijskimi elementi. Leta 1944 je bilo skoraj popolnoma uničeno in po drugi svetovni vojni ponovno zgrajeno. Na trgu Stare sinagoge s šolskimi stavbami univerze I in II sestavlja veličasten kompleks;
- ob njem je Freiburška univerzitetna knjižnica, ki je bila zgrajena leta 1978, kjer je bila šolska stavba iz obdobja historicizma kot mogočna betonska stavba. Po 30 letih je bila stavba natančno pregledana in je dobila popolnoma drugačno fasado;
- Freiburška koncertna dvorana je v bližini glavne železniške postaje, po mnenju nekaterih sporna.

### Pomembni trgi
Münsterplatz (trg pred stolnico) je največji tlakovani trg v Freiburgu. Vsako dopoldne je na njem tedenska tržnica, na severni strani je kmečka tržnica, na južni so prodajalne. V srednjem veku je bilo ob stolnici pokopališče. Na severni strani so označeni obrisi nekdanje kostnice v mavcu. Na zahodni strani trga sta dva vodnjaka, severno je kopija Ribjega vodnjaka, katerega izvirnik je bil postavljen leta 1483. Je delo mojstra Hansa iz Basla in je prej stal na Marktgass (današnja ulica cesarja Jožefa) in južno je vodnjak svetega Jurija iz začetka 16. stoletja s pozlačenim kipom svetega Jurija. Trije peščenjakovi stolpi pred glavnim vhodom v Freiburški minster so iz leta 1719; nosijo kipe mlajših zavetnikov mesta Lamberta iz Maastrichta, Aleksandra in device Marije.
Avguštinski trg (Augustinerplatz) je eden od osrednjih trgov starega mesta Freiburg. Obdan je z nekdanjim avguštinskim samostanom – danes avguštinskim muzejem – in ostanki nekdanjega mestnega obzidja. Je najljubši kraj Freiburžanov. Po rušenju nekdanje sosednje pivovarne Feierling in prenovi trga se na stopnišču zadržujejo ljudje in ga primerjajo s Španskimi stopnicami v Rimu. Poleti se ljudje tu družijo, saj je čutiti sredozemski mestni pridih. 
Trg stare sinagoge (nekdanje ime Theaterplatz, Europaplatz) na zahodni strani nekdanjega mestnega obzidja zdaj omejujejo zgradbe univerze I in II, Univerzitetne knjižnice in Mestnega gledališča. Na delu, kjer je zdaj trata pred Kollegiengebäude II, je stala do kristalne noči novembra 1938 sinagoga. Ime trga in spominska plošča spominjata na leto 1940, ko so večino Judov iz Freiburga odpeljali. 
Mestni trg (Rathausplatz) se je včasih imenoval po nekdanjem samostanu Frančiškanski trg (Franziskanerplatz), od katerega sta ostala le gotska cerkev svetega Martina in del križnega hodnika. Stara in nova mestna hiša omejujeta prostor na drugi strani. Na trgu stoji vodnjak s kipom meniha Bertholda Schwarza iz nekdanjega samostana, ki naj bi izumil smodnik (črn prah).
Oberlinden in Unterlinden (Nad lipami in Pod lipami) sta mirna kraja v različnih okrožjih starega mesta. Obere Linde je iz leta 1729,  vodnjak je iz leta 1861 in je okronan z baročno Marijo Franza Hauserja (1651–1717).
Krompirjev trg (Kartoffelmarkt) je priljubljen star mestni trg. Na sredini je iz leta 1911 vodnjak, ki ga je podaril trgovec Ludwig Rau, zasnovala pa sta ga Carl Anton Meckel in Ludwig Kubánek. Mnogi Freiburžani menijo, da je trg Adelhauser najlepši kraj v Freiburgu, majhen in stran od glavnih tokov pešcev. Ime je dobil po samostanu Adelshausen, njegova cerkev je še vedno ohranjena. Na območju samostana so številne prenove preteklih stoletij, zaradi katerih je samostan težko prepoznati.
V zgodovinskem središču Freiburga, na stičišču ulice cesarja Jožefa in Bertoldove/Solne ulice (Salzstrasse) je Bertoldov vodnjak (Bertoldsbrunnen). Tam se križajo vse tramvajske proge v mestu, ob konicah tudi ob isti uri, da je mogoče presedati.

## Osebnosti

### Častni občani
Z naslovom častnega meščana mesta Freiburg se izkazuje čast tistim, ki so posebej prispevali k ugledu mesta in blaginji njegovih meščanov. To so rokokojski kipar Johann Christian Wentzinger, nekdanji župan Rolf Böhme in mecen Eugen Martin.

### Pomembne osebnosti
V Freiburgu so se rodili pomembni umetniki, kot so Johann Christian Wentzinger, Julius Bissier, Manolo Lohnes ali Edith Picht-Axenfeld, politiki, kot so Karl von Rotteck, Joseph Wirth, Leo Wohleb, Hans Maier in Wolfgang Schäuble, znanstveniki, kot sta botanik Carl Christian Mez in teolog Karl Rahner, izumitelja Edwin Welte ali Engelbert Zaschka ter igralci, kot je Til Schweiger.

### S Freiburgom povezane osebe
S Freiburgom je povezanih veliko pomembnih osebnosti, ki so začasno živele tukaj ali pa našle tukaj svoje področje delovanja in postale znane. To so filozofi, kot sta Edmund Husserl in Martin Heidegger, ekonomist Walter Eucken in politolog Arnold Bergstraesser, pisatelji, kot so Alfred Döblin, Reinhold Schneider in Christoph Meckel, umetniki, kot je Hans Baldung, igralci, kot je Alexandra Maria Lara, Nobelovi nagrajenci Friedrich August von Hayek, Georges Köhler in Hermann Staudinger ter drugi.

## Film
Freiburg im Breisgau, zgodovinsko-dokumentarni film, 2011. Scenaristka in režiserka Anita Bindner. (Produktion: Haus des Dokumentarfilms, Kinostart: 30. November 2011, Erstsendung: 31. August 2014 bei SWR, Reihe: Geschichte im Südwesten, Inhaltsangabe von SWR).